# La copla de la Dolores
La copla de la Dolores, que fue exhibida en España como Lo que fue de la Dolores, es una película coproducida por España y Argentina dirigida por Benito Perojo según el guion de Manuel Acevedo sobre la obra teatral Lo que fue de la Dolores de Francisco Madrid y glosando por enésima vez el mito de “La Dolores”. Se estrenó el 10 de septiembre de 1947 y que tuvo como protagonistas a Imperio Argentina, Alfredo Alaria, Ricardo Canales, Enrique Diosdado, Manuel Díaz González y Amadeo Novoa. El filme fue seleccionado para participar en el Festival de Cannes, en 1947.

## Sinopsis
La historia de una desdichada arrastrando tras de sí en España, muerte y odio.

## Reparto
- Imperio Argentina	... 	Dolores
- Alfredo Alaria
- Lola Beltrán
- Ricardo Canales	... 	Mariano
- José Castro
- Enrique Diosdado	... 	Melchor / El Flaco
- Manuel Díaz González	... 	Romo
- Manolito Díaz	... 	Lazaro
- Manuel Díaz
- Antonio Martínez
- Herminia Mas
- Andrés Mejuto
- Domingo Márquez
- Amadeo Novoa	... 	Cirilo
- Lilian Valmar

## Comentario
El crítico Roland expresó en Crítica que el director “ha cuidado el marco descriptivo a expensas de la unidad de la trama que se repite en situaciones análogas y que busca el aplauso ingenuo por medio de infalibles resortes de melodrama”, la crónica de 
La Prensa apuntaba que el público aplaudió con entusiasmo pidiendo que se repitieran algunas canciones” y para La Nación era un filme de “Inobjetable calidad artística”. Por su parte Manrupe y Portela opinan que al día de hoy es “aburrida y sobrecargada en su dramón”.

## Premio
Por este filme la Academia de Artes y Ciencias Cinematográficas de la Argentina le otorgó el premio Cóndor Académico a la mejor escenografía de 1947 a Gori Muñoz.